# STS-76
是历史上第七十五次航天飞机任务，也是亞特蘭提斯號太空梭的第十六次太空飞行。

## 任务成员
- 凯文·齐尔顿（Kevin P. Chilton，曾执行、以及任务），指令长
- 理查德·希尔佛斯（Richard A. Searfoss，曾执行、以及任务），飞行员
- 琳达·格得温（Linda M. Godwin，曾执行、以及任务），任务专家
- 迈克尔·克利福德（Michael R. Clifford，曾执行、以及任务），任务专家
- 罗纳德·赛加（Ronald M. Sega，曾执行以及任务），任务专家

### 发射后停留在和平号空间站
- 珊农·露茜德（Shannon W. Lucid，曾执行、以及任务），任务专家